# گاوبان نوک‌زرد

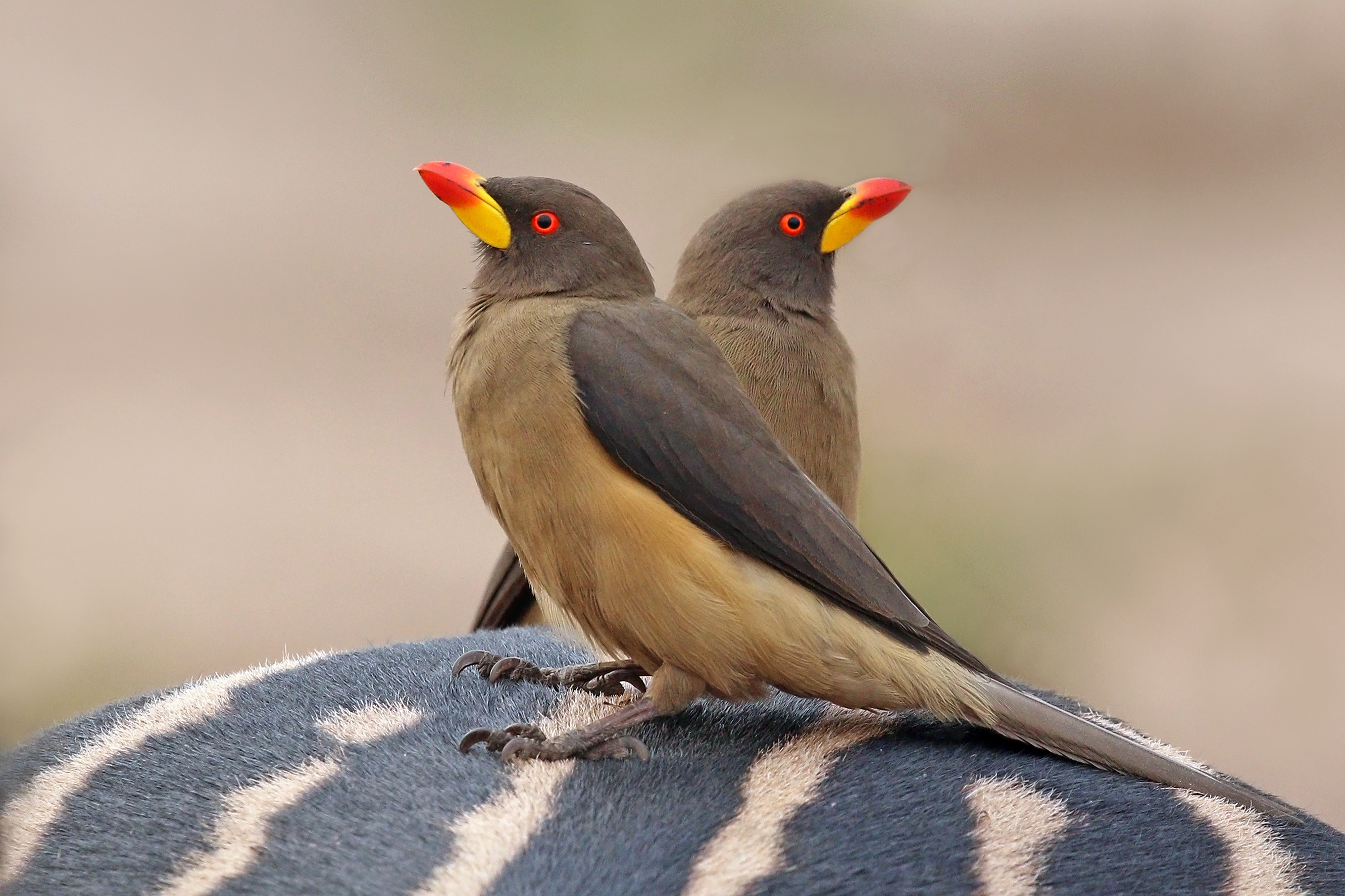
نگاره‌ای از دو کنه‌خوار نوک‌زرد بر پشت یک گورخر در سنگال.

گاوبان نوک‌زرد یا کنه‌خوار نوک‌زرد (نام علمی: Buphagus africanus) نام یک گونه از سرده گاوبان است.